# Lies (canción de The Rolling Stones)
«Lies» —en español: «Mentiras»— es una canción de la banda inglesa de rock The Rolling Stones, escrita por Mick Jagger y Keith Richards, incluida en su álbum Some Girls de 1978.
La canción tiene un ritmo rocker rápido, y habla acerca de un hombre que está harto de las mentiras y las trampas de su novia.

## Personal
Acreditados:
- Mick Jagger: voz, guitarra eléctrica.
- Keith Richards: guitarra eléctrica.
- Ron Wood: guitarra eléctrica.
- Bill Wyman: bajo.
- Charlie Watts: batería.

## En la cultura popular
La pista fue presentada en WKRP in Cincinnati en el episodio "Pilot: Part Two".